# Kirua Vunjo Magharibi
Kirua Vunjo Magharibi ist ein Verwaltungsbezirk (Ward) des Distrikts Moshi in der tansanischen Region Kilimandscharo.

## Geografie
Kirua Vunjo Magharibi liegt im Nordosten von Tansania etwa 15 Kilometer Luftlinie östlich der Regionshauptstadt Moshi. Im Süden liegt das Land rund 900 Meter über dem Meer, nach Norden steigt es auf 1300 Meter zum Kilimandscharo-Nationalpark an.
Der Bezirk grenzt im Norden an Mengeni im Distrikt Rombo, im Nordosten an Kilema Kaskazini, im Osten an Kilema Kati, im Südosten an Kirua Vunjo Mashariki, im Süden an Kirua Vunjo Kusini und im Westen an Kimochi und Old Moshi Mashariki.
Bei der Volkszählung 2022 lebten 11.785 Menschen in 3130 Haushalten auf einer Fläche von 35,2 Quadratkilometern.

## Gliederung
Der Bezirk besteht aus sieben Gemeinden (Mtaa) mit 34 Orten (Kitongoji):
| Nduoni - Chacky Malya - Msacky - Pakula - Mlingi | Kwamare - Fumvuni - Lyambongo - Kwamare Kati - Kwamare Iwa | Iwa - Kolyamangura - Kombela - Tela Kati - Kolyambua - Sumi - Kopachi - Mandangeni | Kanji - Komkari - Laso Juu - Laso Kati - Koshayo - Kanji Kati | Manu - Kochacky - Mchima - Mraembe - Lole - Kosaa | Kanango. - Kanango Juu - Kanango Chini - Wandeni - Macha Mlingi | Marua - Marua A - Marua B - Makundushi - Mkonja - Manaenaeni |

## Wirtschaft und Infrastruktur
- Bildung: Im Bezirk gibt es drei weiterführende Schulen.[8] Die staatlichen Pakula Secondary School[9] und Kilimani Secondary School[10] bilden Mädchen und Burschen bis zur 4. Stufe aus. Die gleiche Ausbildung bietet die von der römisch-katholischen Kirche geleitete Kisomachi Secondary School an.[11] Diese pflegt eine Partnerschaft mit der Europaschule Gladenbach.[12]
- Gesundheit: Das Gesundheitszentrum in der Gemeinde Nduoni versorgt Patienten ambulant und stationär.[13] Daneben gibt es zwei Apotheken im Bezirk, eine staatliche in Manu[14] und eine private in Iwa.[15]